# Ghaziabad
Ghaziabad este un oraș în India.